# André Hallays
André Marie Victor Hallays est un journaliste, rédacteur au Journal des débats, critique littéraire, critique d'art et écrivain français né à Paris le 16 mars 1859 et mort dans la même ville le 3 mars 1930.

## Biographie
Très attaché au patrimoine français, il rédigea durant des années une chronique hebdomadaire dans le Journal des débats, appelée En flânant, où il décrivait dans des promenades virtuelles les hauts lieux de la France. Ses chroniques étaient préparées par de grands voyages de prospection à travers le pays. Elles ont été publiées par la suite en dix volumes sous le titre « En flânant - À travers la France » chez Perrin.
Durant la Grande guerre, Hallays est engagé volontaire dans l'armée, avec le grade de lieutenant. Il est rattaché à un Service de renseignement dont le siège se trouve en Franche-Comté, à proximité de la Suisse.
André Hallays signe un article virulent à charge dans L'Illustration du 5 juin 1920 contre le plan d'urbanisme de la reconstruction de Reims, projet Ford qui a été soumis à la Commission supérieure qui en vertu de la loi Cornudet est chargée d'approuver les plans d’extension.
Ses relations privilégiées avec la Société de Port-Royal en ont fait un fervent admirateur de Port-Royal des Champs. Durant de longs mois, il sillonna la France à la recherche de l'iconographie janséniste qui permit à Augustin Gazier de publier en 1909 un Port-Royal au XVIIe siècle d'une grande qualité.
Il avait pour amis ses trois anciens camarades de la faculté de Droit, Raymond Poincaré, Alexandre Millerand et Alphonse Deville.
En 1924, il est président de la Société libre d'agriculture, sciences, arts et belles-lettres de l'Eure.
Il est inhumé au cimetière du Père-Lachaise (17e division),.

## Publications
Liste non exhaustive
- Beaumarchais, Hachette, 1897.
- En flânant en France, Perrin, 1899-1923.

Prix Vitet de l’Académie française en 1903
- Le charme de Versailles, 1900.
- La maison de la Schola, 1900.
- Le couvent des Carmes (1613-1913), 1900.
- Nancy, 1906.
- Avignon et le Comtat-Venaissin, 1909.
- Autour de Paris, 1921.
- Provence Perrin, 1921
- Essais sur le XVIIe siècle, Perrin, 1921-1926.
- L'Alsace aujourd'hui, 1922.
- Jean de La Fontaine, Perrin,1922.
- Les Perrault, Perrin 1926.
- Viviers, en collaboration avec le Dr Jos Jullien, édition du Pigeonnier, Saint Félicien en Vivarais, 1926.
- Strasbourg (1929).

Sur Port-Royal des Champs : 
- Le Pèlerinage de Port-Royal, Perrin, 1909.
- Port-Royal au XVIIe siècle, 1909.
- Les Solitaires de Port-Royal, Plon, 1927.

## Hommage
- Rue André-Hallays, à Avignon.

## Décorations
- Officier de la Légion d'honneur, en 1920[6]

## Distinction
- Prix Vitet de l’Académie française en 1903, pour En flânant en France
- Grand Prix Broquette de l'Académie française en 1920[7]